# Тульский 72-й пехотный полк
72-й пехотный Ту́льский полк — пехотная воинская часть Русской императорской армии.
Полковой праздник — 8 июля.
Старшинство по состоянию на 1914: 30 августа 1769 и 24 июля 1806.

## Места дислокации
В 1820 году — Коломна Московской губернии, второй батальон — в Слободско-Украинской губернии, при поселенной 2-й уланской дивизии. Полк входил в состав 15-й пехотной дивизии.

## История полка
Сформирован 6 марта 1775 из 3-го и 4-го пехотных батальонов Московского легиона как Тульский пехотный полк двухбатальонного состава В самой Туле был расквартирован только штаб и гренадерская рота, с ноября 1775 года 1-й батальон размещался в городе Венёве, 2-й — в Венёвском уезде. 11 ноября 1780 полку пожалованы новые знамёна (4 шт., по два на батальон).
29 ноября 1796 переименован в Тульский мушкетёрский полк. 30 июня 1797 пожалованы 10 знамён (по числу рот). Прежние знамёна отобраны. 31 октября 1798 назван по шефу Мушкетёрским генерал-майора Тыртова полком. 16 июля 1799 пожалован гренадерский бой (за отличие в Итальянской кампании). 9 января 1800 назван по шефу Мушкетёрским генерал-майора Дрекселя полком. 29 марта 1801 возвращено название Тульский мушкетёрский полк.
21 марта 1802 в полку осталось 6 знамён (по два на батальон) из числа пожалованных 30 июня 1797, остальные сданы в арсенал. К 30 апреля 1802 развёрнут в трёхбатальонный состав. 22 февраля 1811 переформирован в Тульский пехотный полк. 19 ноября 1811 для полка в Старорусском рекрутском депо сформирован резервный батальон.
В 1814 за освобождение Амстердама от французов полку принцем Оранским Виллемом I пожалованы две серебряные трубы с надписью «Amsterdam 24 Novembre 1813», на принятие которых 5 июня 1814 последовало высочайшее соизволение Александра I. 21 августа 1814 в батальонах полка оставлено по одному знамени. 28 февраля 1818 всем трём батальонам полка пожалованы новые простые знамёна, прежние сданы в арсенал. 16 февраля 1831 3-й резервный батальон отчислен на сформирование Замосцкого пехотного полка. Взамен сформирован новый резервный батальон.
28 января 1833 из Тульского пехотного полка и 32-го егерского полка составлен Тульский егерский полк шестибатальонного состава. При этом 1-й и 2-й батальоны 32-го егерского полка стали 3-м и 4-м батальонами, 3-й резервный батальон Тульского пехотного полка и 3-й резервный батальон 32-го егерского полка стали 5-м и 6-м резервными батальонами. Старшинство обоих полков сохранялось в Тульском полку до 1918 года.
12 мая 1833 3-му и 4-му действующим и 6-му резервному батальонам (прежде составлявшим 32-й егерский полк и знамён не имевшим) вместо знаков на кивера с надписью «За отличие» пожалованы знамёна за отличия с надписью «За отличие в войну с турками в 1828 и 1829 годах». К 30 августа 1834 6-й резервный батальон переформирован в запасной полубатальон № 72 запасных войск. 12 декабря 1836 5-му резервному батальону пожаловано простое знамя без надписи. 20 января 1842 запасной полубатальон № 72 переформирован в 6-й запасной батальон полка с сохранением в составе запасных войск.
23 февраля 1845 3-й действующий батальон отчислен в состав Замосцкого Егерского полка, составив его 3-й действующий батальон. 28 февраля 1845 новому 3-му действующему батальону пожаловано простое знамя без надписи. 10 марта 1854 сформированы 7-й и 8-й запасные батальоны. При формировании им выданы знамёна.
24 июля 1854 в сражении при Кюрук-Дара полк отбил у турок тамбурмажорскую трость, впоследствии пожалованную полку. 17 апреля 1856 переформирован в Тульский пехотный полк. 23 августа 1856 расформированы 7-й и 8-й запасные батальоны. Чины 5-го и 6-го батальонов уволены в бессрочный отпуск. 30 августа 1856 1-му, 2-му и 3-му батальонам пожалованы знаки нагрудные для офицеров и головные для нижних чинов с надписью: «За отличие в 1854 году».
Весной 1863 года Тульский пехотный полк, находившийся в г. Усмань Тамбовской губ., предполагалось направить для усмирения польского восстания. Но проведённый перед отправкой смотр выявил плохое состояние полка. Для исправления ситуации полк был переведён для лагерного сбора в Венёв, куда он и прибыл 11-12 июля 1863 года. Новым командующим назначен полковник Антон Антонович Черкасов. Новый командир рьяно взялся за дисциплину и строевую подготовку. Через год Тульский пехотный полк было не узнать, Черкасов добился желаемого, хотя и пришлось сменить 17 офицеров. 11 сентября 1864 года полк покинул Венёв и прибыл к месту предыдущей дислокации в Тамбов 2 октября.
25 марта 1864 полку присвоен № 72. 13 августа 1864 полк приведён в состав трёх батальонов, при этом 4-й батальон расформирован поротно на составление резервных батальонов (упразднены в 1873), а 5-й и 6-й батальоны официально расформированы. 30 августа 1869 1-му, 2-му и 3-му батальонам в честь столетнего юбилея пожалованы юбилейные простые знамёна с юбилейной александровской лентой «1769-1869».
В 1879 из стрелковых рот батальонов полка сформирован 4-й батальон. Батальону выдано простое знамя без надписи прежнего 5-го резервного батальона. В 1884 установлено общее старшинство полка от 30 августа 1769, но с сохранением старшинства формирования 32-го егерского полка — 24 июля 1806.

## Боевые кампании полка
В 1770 г. участвовали в первом бою — штурме города Кефу в Крыму. Город взят, потери 14 человек убитыми, 71 ранеными.
В 1774 г. у дер. Шумы разгромлен большой отряд турок и татар.
Весной 1789 г. группа в составе трёх пехотных полков и кавалерийского полка атаковала формирование турок численностью 6000 человек кавалерии и 2000 человек пехоты и захватили г. Бырладу. Турки контратаковали, но были отбиты. 6 апреля, увеличив свою численность до 10 000 человек, турки атаковали вновь. Когда силы были на исходе, турок атаковала и обратила в бегство подоспевшая дивизия генерала Дерфельдена. Она теснила турок до села Галацу.
18 апреля 1789 года утром Тульский полк в составе дивизии Дерфельдена атаковал турецкий укрепрайон у с. Галацу. Бой был в основном штыковой, турки потеряли более 3000 человек.
В июле 1789 года полк участвовал в сражении под Фокшанами, где турки потеряли 1500 человек убитыми и 100 человек пленными, потери России 150 человек убитыми и ранеными. Затем полк участвовал во взятии г. Бендеры.
1792—1794 — участие в Польской кампании.
1794 г. — вторая польская кампания, оборона г. Владимира-Волынского.
Летом 1796 года после разгрома Костюшко полк стоял в Ковно.
Участие в Итальянском походе 1799 г., Швейцарский поход 1799 г. (переход через Альпы с Суворовым), потеря половины личного состава.
Утром 14 декабря 1806 г. в ходе битвы при Пултуске начался бой за мост на р. Нарев, французы хотели захватить этот мост, но российские полки, и в том числе Тульский, штыковыми атаками отбрасывали неприятеля на исходные позиции.
26 января 1807 г. французы атаковали город Прейсиш-Эйлау и захватили его. В помощь обороняющимся была послана 4-я дивизия, в состав которой входил Тульский полк.
Кн. Багратион, сойдя с лошади, лично повёл войска на штурм города. Город был отбит, Багратион уехал, солдаты разбрелись по городу, тут французы атаковали и отбили город. На следующий день бой возобновился, 20 тыс. человек схватились в рукопашную, французы побежали, и только введение в бой 7000 человек французской кавалерии смогло остановить российские войска. Французы потеряли в этом бою 25 000 человек, русские 26 тыс, потери Тульского полка 103 человек убитыми, 194 — ранеными.
4 сентября 1808 года Тульский полк прибыл в действующую армию и в составе войск кн. Багратиона участвовал в штурме г. Або.
С начала Отечественной войны 1812 года Тульскому полку в составе корпуса 14 июля 1812 г. была поставлена задача прикрыть Петербург от р. Двины до Пскова.
20 июня 1812 г. бой у р. Дресса в составе отряда генерала Кульнева, который погиб в этом бою.
6 августа 1812 г. бой у с. Присменице.
Отличился в Первую мировую войну. В ходе июльского наступления 1917 г. под Якобштадтом захватил 1 тыс. пленных.

## Знаки отличия полка к 1914
- юбилейное простое знамя с юбилейной александровской лентой «1769-1869» (пожаловано 1-му батальону);
- 2 серебряные (считавшиеся георгиевскими) трубы с надписью «32-го Егерского полка, за сражения: под Городечной, в Силезии, под Бриенн-Ле-Шато и при селении Ла-Ротьер»;
- 2 серебряные трубы с надписью «Amsterdam 24 Novembre 1813»;
- знаки нагрудные для офицеров и головные для нижних чинов с надписью: «За отличие в 1854 году» (во всём полку);
- поход за военное отличие (во всех батальонах полка).

## Шефы полка
- 03.12.1796 — 14.09.1797 — генерал-майор Левашов, Фёдор Иванович
- 14.09.1797 — 09.01.1800 — генерал-майор (с 30.04.1799 генерал-лейтенант) Тыртов, Яков Иванович
- 09.01.1800 — 15.01.1803 — генерал-майор барон Дрексель, Казимир-Густав Карлович
- 22.01.1803 — 18.03.1809 — генерал-майор Сомов, Андрей Андреевич
- 08.04.1809 — 01.09.1814 — полковник (с 27.05.1813 генерал-майор) Паттон, Александр Яковлевич

## Командиры полка
(Командующий в дореволюционной терминологии означал временно исполняющего обязанности начальника или командира).
- 28.02.1775 — хх.хх.1779 — полковник (с 01.01.1779 бригадир) Колюпанов, Николай Петрович
- 22.09.1779 — 14.04.1789 — полковник (с 01.01.1787 бригадир) Позняков, Александр Андрианович
- 21.07.1789 — 06.01.1790 — полковник Бардаков, Пётр Григорьевич
- 28.06.1791 — 12.11.1796 — полковник Ливен, Карл Андреевич
- 20.08.1798 — 03.01.1800 — майор (с 02.10.1799 подполковник) Головин, Иван Фёдорович
- 26.04.1800 — 19.11.1800 — подполковник Козлютинов, Алексей Васильевич
- 18.01.1801 — 09.08.1802 — майор Константинов, Анастасий Константинович
- 09.08.1802 — 06.12.1804 — полковник Беккер, Карл Яковлевич
- 19.01.1805 — 25.01.1809 — подполковник (с 23.04.1806 полковник) Мейбаум, Егор Антонович
- 12.05.1809 — 30.09.1811 — подполковник Протасов, Пётр Николаевич
- 30.09.1811 — 01.06.1815 — майор (c 11.02.1813 подполковник, с 11.01.1814 полковник) Тюревников, Алексей Алексеевич
- 01.06.1815 — 05.03.1817 — полковник Мамонов, Иван Аверьянович
- 05.03.1817 — 22.08.1826 — подполковник (с 06.10.1817 полковник) Свободской, Фёдор Михайлович
- 22.08.1826 — 08.10.1830 — командующий майор (с 23.08.1826 подполковник) Крюковский, Пётр Абрамович
- 08.10.1830 — 21.04.1833 — командующий полковник Комаров, Владимир Саввич
- 21.04.1833 — 18.04.1837 — полковник Лишень, Пётр Степанович
- 05.06.1837 — 06.12.1849 — подполковник (с 31.08.1839 полковник, с 03.04.1849 генерал-майор) Юрьев, Иван Петрович
- 06.12.1849 — 16.09.1854 — полковник (с 30.03.1852 генерал-майор) Фетисов, Иван Петрович
- 16.09.1854 — 04.05.1856[11] — полковник Булгаков, Василий Николаевич
- 29.06.1856 — 30.10.1861 — полковник (с 30.10.1861 генерал-майор) Лукомский, Люциан Юлианович
- 30.10.1861 — 23.06.1863 — командующий подполковник Кржевкович-Поздняк, Станислав Францевич
- 23.06.1863 — 21.01.1869 — полковник Черкесов, Антон Антонович
- 21.01.1869 — 10.03.1876 — полковник Уфнярский, Владимир Францевич
- 10.03.1876 — 13.02.1877 — полковник Геннингс, Александр Эдуардович
- 13.02.1877 — 12.01.1884[12] — полковник Щука, Эдуард Александрович
- 10.02.1884 — 01.10.1886 — полковник Якубовский, Иван Иосифович
- 16.11.1886 — 18.01.1893 — полковник Смирнский, Константин Иванович
- 25.01.1893 — 24.07.1896 — полковник Флейшер, Николай Николаевич
- 29.03.1900 — 22.02.1904 — полковник Асеев, Виктор Павлович
- 15.03.1904 — 20.08.1907 — полковник фон Нордгейм, Вильгельм-Карл Касперович
- 21.09.1907 — 12.07.1912 — полковник Сухомлин, Семён Андреевич
- 12.07.1912 — 03.08.1916 — полковник (с 08.01.1916 генерал-майор) Курбатов, Алексей Александрович
- 26.08.1916 — 26.08.1917 — полковник Мурзакевич, Константин Павлович
- 10.09.1917 — хх.хх.хххх — полковник Шеремет, Степан Васильевич

## Люди связанные с полком
- Кутузов, Михаил Илларионович
- Лебедев, Тимофей Васильевич
- Ремезов, Николай Митрофанович
- Собянин, Евгений Константинович